# Galeodes araneoides
Galeodes araneoides es una especie de arácnido  del orden Solifugae de la familia Galeodidae.

## Distribución geográfica
Se encuentra en el oeste de Asia y en Ucrania.